# Jetty
Jetty  è un client/server HTTP unicamente basato su Java, client/server WebSocket e contenitore servlet sviluppato come software libero e progetto open source come parte di Eclipse Foundation.
Jetty è progettato per essere incorporato in una applicazione Java, per fornirle tutti i servizi del protocollo HTTP che le siano necessari. Supporta AJP, JASPI, JMX, JNDI, OSGi, Socket Web e altre tecnologie Java. È usato in ActiveMQ.

## Storia[1]
Il server HTTP inizialmente sviluppato nel 1995 da Greg Wilkins di Mort Bay Consulting, che successivamente divenne Jetty, faceva parte di un'applicazione per il bugtracking. Le versioni da 1.x a 6.1.x di Jetty furono sviluppate con il packaging org.mortbay e Mort Bay detiene ancora la maggior parte dei diritti d'autore sul codice sorgente di  Jetty. 
Mort Bay ha ospitato direttamente il progetto Jetty fino alla versione 3.x e rimase il principale sponsor dello sviluppo fino alla versione 6.x.
Dal 2000 al 2005, il progetto Jetty fu ospitato su sourceforge.net, dove furono prodotte le versioni 3.x, 4.x e 5.x.
Nel 2005, il progetto Jetty si trasferì a The Codehaus per i suoi servizi di hosting e la comunità open source. Nel 2009, dopo che i componenti principali di Jetty si spostarono su Eclipse, il progetto Jetty presso codehaus continuò a fornire integrazioni, estensioni e pacchettizzazioni di Jetty.
Nel 2006, la responsabilità di guidare lo sviluppo di Jetty è stata assunta da Webtide LLC, costituita come una joint venture tra Mort Bay e partner che fornivano assistenza in ambito marketing, vendite e strategico al progetto open source.
Nel 2009, la responsabilità dello sviluppo di Jetty è stata trasferita a Intalio, Inc., che ha acquisito sia Webtide che Mort Bay. Intalio era un'azienda che forniva prodotti e servizi basati su software open source, e contava su numerosi sviluppatori e contributori di Jetty, oltre a operare su diverse piattaforme sia open source che closed source.
Nel 2015, lo sviluppo di Jetty è stato nuovamente assunto da Webtide quando gli sviluppatori si sono separati da Intalio, acquisendo la completa proprietà dell'azienda dietro il progetto open source. Attualmente, Webtide finanzia integralmente lo sviluppo continuativo del progetto Jetty attraverso servizi e supporto della versione open source del progetto Jetty.
A partire da Jetty 9 il progetto è sviluppato interamente dall'Eclipse Foundation. Inoltre dal 2016 l'intero codice sorgente e l'issue tracker sono su GitHub.
| Versione | Sorgenti          | Versione Java | Protocolli | Versione Servlet   | Versione JSP  | Stato      | Note                 |
| -------- | ----------------- | ------------- | --- | ------------------ | ------------- | ---------- | -------------------- |
| 12.0.x   | Eclipse           | 17+           | HTTP/1.1 (RFC 7230), HTTP/2 (RFC 7540), WebSocket (RFC 6455, JSR 356), FastCGI, JakartaEE Namespace, JavaEE Namespace | 3.1, 4.0, 5.0, 6.0 | 2.3, 3.0, 3.1 | Stabile    |                      |
| 11.0.x   | Eclipse           | 11+           | HTTP/1.1 RFC7230, HTTP/2 RFC7540, WebSocket RFC6455/JSR356, FastCGI, JakartaEE Namespace                              | 5.0                | 3.0           | Stable     |                      |
| 10.0.x   | Eclipse           | 11+           | HTTP/1.1 RFC7230, HTTP/2 RFC7540, WebSocket RFC6455/JSR356, FastCGI                                                   | 4.0                | 2.3           | Stable     |                      |
| 9.4.x    | Eclipse           | 8             | HTTP/1.1 RFC7230, HTTP/2 RFC7540, WebSocket RFC6455/JSR356, FastCGI                                                   | 3.1                | 2.3           | Stable     |                      |
| 9.3.x    | Eclipse           | 1.8           | HTTP/1.1 RFC7230, HTTP/2 RFC7540, WebSocket RFC6455/JSR356, FastCGI                                                   | 3.1                | 2.3           | Deprecated |                      |
| 9.2.x    | Eclipse           | 1.7           | HTTP/1.1 RFC2616, WebSocket RFC6455, SPDY v3                                                                          | 3.1                | 2.3           | Deprecated |                      |
| 9.1.x    | Eclipse           | 1.7           | HTTP/1.1 RFC2616 | 3.1                | 2.3           | Deprecated |                      |
| 9.0.x    | Eclipse           | 1.7           | HTTP/1.1 RFC2616 | 3.1-beta           | 2.3           | Deprecated |                      |
| 8.x      | Eclipse, Codehaus | 1.6           | HTTP/1.1 RFC2616, WebSocket, SPDY                                                                                     | 3.0                | 2.1           | Venerable  |                      |
| 7.x      | Eclipse, Codehaus | 1.5, J2ME     | HTTP/1.1 RFC2616, WebSocket, SPDY                                                                                     | 2.5                | 2.1           | Venerable  |                      |
| 6.x      | Codehaus          | 1.4-1.5       | HTTP/1.1 RFC2616 | 2.5                | 2.0           | Antique    | EOL as of 2012-01-29 |
| 5.x      | Sourceforge       | 1.2-1.5       | HTTP/1.1 RFC2616 | 2.4                | 2.0           | Relic      |                      |
| 4.x      | Sourceforge       | 1.2, J2ME     | HTTP/1.1 RFC2616 | 2.3                | 1.2           | Ancient    |                      |
| 3.x      | Sourceforge       | 1.2           | HTTP/1.1 RFC2068 | 2.2                | 1.1           | Fossilized |                      |
| 2.x      | Mortbay           | 1.1           | HTTP/1.0 RFC1945 | 2.1                | 1.0           | Legendary  |                      |
| 1.x      | Mortbay           | 1.0           | HTTP/1.0 RFC1945 |                    |               | Mythical   |                      |